# Норман Ламонт
Норман Стюарт Хьюсон Ламонт (англ. Norman Stewart Hughson Lamont; нар. 8 травня 1942, Шетландські острови, Шотландія) — британський політик-консерватор міністра в урядах Маргарет Тетчер і Джона Мейджора.

## Життєпис
Він здобув освіту у Кембриджському університеті, у 1964 році він очолив кембриджське Всеспівдружне товариство. Після закінчення університету працював у фінансовому секторі (в основному у NM Rothschild & Sons). У червні 1970 року він взяв участь у виборах до Палати громад, але програв вибори Джону Прескотту. У травні 1972 року виграв довибори.
Після приходу консерваторів до влади у 1979 році він працював держсекретарем у Міністерстві енергетики до 1981 року. Пізніше, він був державним міністром Міністерства промисловості (1981–1983), державним міністром у Міністерстві торгівлі та промисловості (1983–1985), міністра у справах постачання армії (1985–1986), фінансовим секретарем Скарбниці (1986–1989). У 1989 році він став головним секретарем скарбниці. На виборах лідера консерваторів у 1990 році він підтримав Джона Мейджора. Коли Мейджор став прем'єр-міністром, він довірив Ламонту посаду канцлера скарбниці. Ламонт виступив за приєднання Британії до зони ERM. Події Чорної середи у 1992 році означали, що Ламонт став найбільш критикованим міністром в уряді Мейджора. У травні 1993 року Ламонт подав у відставку з посади міністра фінансів і відкинув пропозицію обійняти посаду міністра навколишнього середовища.
У 1998 р. став членом Палати лордів, йому був наданий довічний титул барона Лервік.